# Ольга (фильм)
Ольга — бразильский биографический драматический фильм 2004 года, снятый Жайме Монжардимом по сценарию Риты Буззар, основанному на одноимённой биографии 1985 года Фернанду Мораиша. Фильм был представлен Бразилией на 77-й церемонии вручения премии «Оскар» в номинации «Лучший фильм на иностранном языке», но не был принят в качестве номинанта. 
Фильм был произведён компанией Nexus Cinema совместно с Globo Filmes и Lumiere. «Ольгу» посмотрели более трёх миллионов зрителей, и она завоевала более 20 наград в Бразилии и на международном уровне. Это один из нескольких бразильских фильмов, затрагивающих еврейскую тематику.

## Сюжет
«Ольга» — художественный фильм-хроника о жизни и эпохе немецкой еврейки Ольги Бенарио Престес (1908–1942). Ольга, активистка коммунистической партии с юности, подвергается преследованиям со стороны полиции и бежит в Москву, где проходит военную подготовку. Ей поручают сопровождать Луиса Карлоса Престеса в Бразилию, чтобы тот возглавил коммунистическое восстание 1935 года, и по пути она влюбляется в него. 
После провала восстания Ольгу арестовывают вместе с Престесом. Находящуюся на седьмом месяце беременности Ольгу экстрадируют в нацистскую Германию по распоряжению правительства президента Варгаса, где, находясь в заключении, она рожает дочь Аниту Леокадию. Ольгу разлучили с дочерью и отправили в концентрационный лагерь Равенсбрюк, где её казнили в газовой камере.